# Erich Würdemann

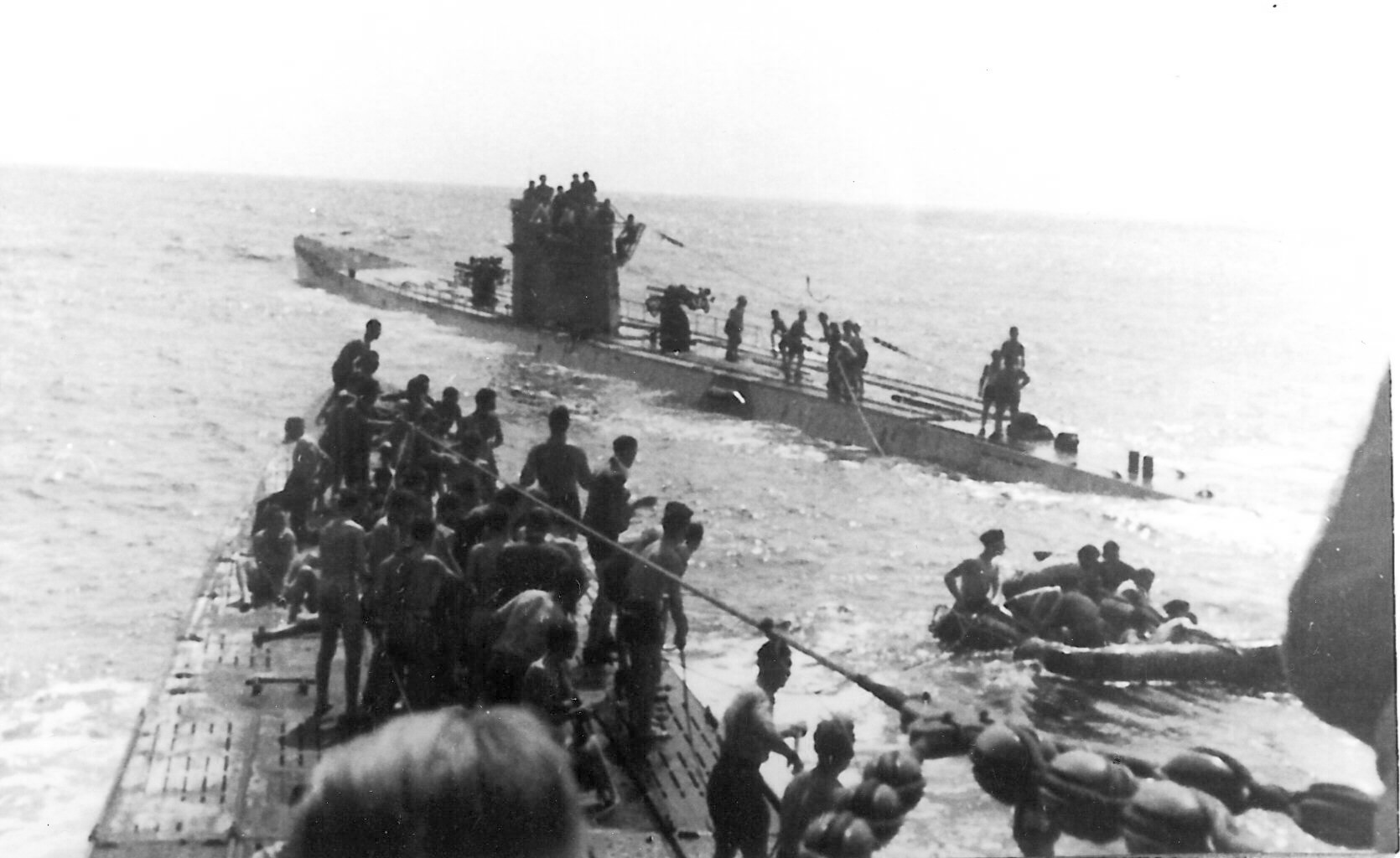
U 156 (Vordergrund) unter dem Kommando von Werner Hartenstein mit Überlebenden der Laconia auf dem Vorschiff. Vor dessen Bug ruht U 506 unter Kommandant Kapitänleutnant Erich Würdemann.

Erich Würdemann (* 15. Januar 1914 in Hamburg; † 12. Juli 1943 im Nordatlantik westlich von Vigo) war ein deutscher Marineoffizier, zuletzt Kapitänleutnant der Kriegsmarine im Zweiten Weltkrieg. Ihm gelangen auf fünf Feindfahrten 15 Schiffsversenkungen mit 77.908 BRT. Historische Bedeutung erlangte Würdemann jedoch als Kommandant von U 506 nach dem Laconia-Zwischenfall, als sein Boot, neben U 507 und U 156, Überlebende der Versenkung der Laconia aufnahm.

## Militärische Laufbahn

### Ausbildung
Feindfahrten
U 506
- 2. März 1942 bis 25. März 1942
- 6. April 1942 bis 15. Juni 1942
(8 Schiffe mit 39.905 BRT versenkt)
- 28. Juli 1942 bis 7. November 1942
(5 Schiffe mit 28.023 BRT versenkt)
- 14. Dezember 1942 bis 8. Mai 1943
(2 Schiffe mit 9.980 BRT versenkt)
- 6. Juli 1943 bis 12. Juli 1943

Beförderungen
- Seekadett am 23. September 1933
- Fähnrich zur See am 1. Juli 1934
- Oberfähnrich zur See am 1. April 1936
- Leutnant zur See am 1. Oktober 1936
- Oberleutnant zur See am 1. Juni 1938
- Kapitänleutnant am 1. November 1940
- Korvettenkapitän am 1. Juni 1942

Würdemann trat am 1. April 1933 als Offiziersanwärter der Reichsmarine (Crew 1933) bei. Nach seiner infanteristischen Grundausbildung, die er im Juni 1933 beendet hatte, absolvierte Würdemann bis Juni 1934 seine praktische Bordausbildung an Bord des Segelschulschiffs Gorch Fock und des Leichten Kreuzers Karlsruhe. Vom 12. Juli 1934 bis zum 18. April 1935 absolvierte er den Hauptlehrgang für Fähnriche an der Marineschule Mürwik, einschließlich zweier Navigationsbelehrungsfahrten auf dem Tender Nordsee. Anschließend besuchte Würdemann bis Anfang Dezember 1935 zahlreiche Fähnrichs-Waffenlehrgänge. Vom 8. Dezember 1935 bis zum 11. Oktober 1936 beendete er, unterbrochen von weiteren Lehrgängen, seine praktische Bordausbildung auf dem Leichten Kreuzer Leipzig.

### Weitere Verwendung
Nach dem Besuch eines weiteren Lehrgangs wurde Würdemann am 24. Dezember 1936 zum Zugführer in der Ausbildungsabteilung der 3. Zerstörerdivision ernannt. Am 25. März 1937 erfolgte seine Versetzung zur 3. Torpedobootsflottille, wo er als III. Wachoffizier und Adjutant eingesetzt war.

### Zweiter Weltkrieg
Anschließend diente er von Juni 1937 bis Ende Oktober 1940 als III., später II. Wachoffizier, Adjutant und Torpedooffizier auf dem Zerstörer Z 5 Paul Jacobi in der 2. Zerstörerdivision. Am 1. November 1940 wechselte Würdemann zur U-Boot-Waffe. Im November 1940 absolvierte er einen U-Wachoffiziers-Lehrgang an der Schiffsartillerieschule sowie anschließend bis Ende März 1941 weitere U-Lehrgänge. Den Kommandanten-Schießlehrgang absolvierte er in der 24. U-Flottille in Memel vom 30. März bis zum 27. April 1941. Im Anschluss hieran war er Kommandantenschüler auf U 43 unter Wolfgang Lüth auf einer Feindfahrt.
Am 15. Juli 1941 wurde Würdemann zur Baubelehrung für U 506 kommandiert, da er als Kommandant am 15. September 1941 in Dienst stellte und dann bis zum 12. Juli 1943 auf insgesamt fünf Feindfahrten befehligte, wobei ihm 15 Schiffsversenkungen mit 77.908 BRT gelangen. Ferner beschädigte er drei Schiffe mit 23.358 BRT.
Am 15. September 1942 übernahm er 142 Italiener sowie neun englische Frauen und Kinder aus dem Laconia-Zwischenfall von U 156 und übergab sie am 17. September dem französischen Schiff Annamite.
Am 12. Juli 1943 wurde U 506 im Nordatlantik westlich von Vigo durch eine Liberator des Squadron 1 der US Army mit sieben Wasserbomben versenkt. Würdemann und 47 Besatzungsmitglieder starben; sechs überlebten und wurden vom britischen Zerstörer Hurricane gerettet.

## Auszeichnungen
- Zerstörer-Kriegsabzeichen am 23. Oktober 1940
- Eisernes Kreuz (1939) II. und I. Klasse am 16. April 1940 bzw. am 18. Juni 1942
- U-Boot-Kriegsabzeichen (1939) am 26. März 1942
- Ritterkreuz des Eisernen Kreuzes am 14. März 1943